# 10-я танковая дивизия (СССР)
10-я танковая дивизия — воинское соединение АБТВ РККА Вооружённых сил Союза ССР, в Великой Отечественной войне советского народа против захватчиков гитлеровской Германии её сателлитов и союзников.
Сокращённое действительное наименование формирования применяемое в документах — 10 тд.

## История

### 1940 год
В июне в Киевском особом военном округе (КОВО) начались организационные мероприятия по сформированию механизированных корпусов. Согласно плану развертывания автобронетанковых соединений нового типа, основой для будущей 10-й танковой дивизии 4-го механизированного корпуса (1-го формирования) послужили части, входившие в состав 5-й легкотанковой бригады (с октября 1939 года дислоцировалась в Проскурове).
4 июня командиром формируемой дивизии назначен генерал-майор Сергей Яковлевич Огурцов, ранее в апреле — июле 1940 года исполнявший обязанности командира 58-й стрелковой дивизии КОВО.
Однако 9 июня Военные советы КОВО и ОдВО на основании директив Наркома обороны Союза ССР ОУ/583 и ОУ/584, соответственно, приступили к подготовке военной операции по вводу советских войск на территорию Бессарабии и Северной Буковины с целью их освобождения и возвращения украинскому и молдавскому народам, в УССР и МССР. По этой причине, а также в связи с тем, что ещё не были утверждены штаты новых соединений, все начатые организационные мероприятия в КОВО приостанавливались.
6 июля Постановлением Совета Народных Комиссаров Союза ССР № 1193—464 сс
утверждена организация механизированного корпуса, в котором были две танковые дивизии. Танковая дивизия механизированного корпуса: два танковых полка по одному батальону тяжёлых танков, два батальона средних танков и один батальон огнемётных танков в каждом полку; один моторизованный полк в составе трёх стрелковых батальонов и одной батареи полковой артиллерии (6 орудий); один артиллерийский полк с одним дивизионом 122-мм гаубиц и одним дивизионом 152-мм гаубиц; зенитный дивизион, разведывательный батальон, мостовой батальон и тыловые части обслуживания. Вооружение танковой дивизии: тяжёлых танков — 105, средних танков — 227, огнемётных танков — 54, всего танков — 386; бронемашин — 108, 152-мм гаубиц — 12, 122-мм гаубиц — 12, 76-мм пушек противотанковой артиллерии — 6, 37-мм зенитных пушек — 12, 82-мм миномётов — 18, 50-мм миномётов — 54, крупнокалиберных пулемётов — 6, пулемётов станковых — …, пулемётов ручных — 122, пистолетов-пулемётов — 390, самозарядных винтовок — 1528.
7 июля. Срок окончания формирования 4-го механизированного корпуса Наркомом обороны СССР был перенесён на 9 августа.
На 19 июля 10-я тд формировалась в г. Злочев (Золочев Львовской области). Помимо частей 5-йлтбр на формарирования были обращены 57-й и 62-й отдельные танковые батальоны, 222-я разведывательная рота, 77-я рота связи, 312-я автотранспортная рота 10-й тяжёлой танковой бригады, 257-й стрелковый полк 7-й сд и 280-й лёгкий артиллерийский полк 146 сд КОВО.
До 19 июля в 5 лтбр начальником оперативной части штаба был майор Михаил Андреевич Семенюк — назначен начальником оперативного отделения 10-й тд, начальником части связи штаба — майор Николай Семёнович Бондаренко — назначен начальником отделения связи 10 тд, начальником строевой части штаба — капитан Лев Лукьянович Юзефович — назначен начальником строевого отделения 10 тд, начальником части тыла штаба — капитан Алексей Сергеевич Мухин — назначен начальником отделения тыла 10 тд, начальником химической службы штаба — майор Анатолий Владимирович Малков — назначен начальником химической службы 10 тд.
Начальником штаба 19 тп назначен майор В. В. Коротков, начальник оперативной части 24 лтбр. Начальником штаба 20 тп назначен майор В. Г. Бибик, из 5 лтбр.
20 июля. До 20 июля командиром 5 лтбр был полковник Михаил Ефимович Катуков, М. Е. Катуков назначен командиром 38-й лтбр, помощником командира бригады по строевой части майор Фёдор Васильевич Сухоручкин — назначен заместителем командира 10 тд. Начальником снабжения 10 тд назначен майор Василий Иванович Балакин, из 5 лтбр.
125 быстроходных лёгких танков БТ, 1 средний бронеавтомобиль БА-10, 3 лёгких бронеавтомобиля БА-20, числившиеся на 1 марта 1940 года в 5 лтбр, поступили на вооружение 10 тд. Из 10 ттбр переданы средние танки Т-28.
Август. Формированию 4-го мехкорпуса, находившемуся на важном операционном направлении, командованием Красной Армии придавалось особенное значение. Повышенное внимание придавалось укомплектованию корпуса новой боевой техникой и боевой подготовке личного состава.
В августе состоялось первое командно-штабное учение командиров корпуса на тему: «Ввод мехкорпуса в прорыв», под руководством командующего войсками Киевского Особого военного округа генерала армии Г. К. Жукова. Отрабатывались вопросы взаимодействия 4 мк с другими родами войск.
В августе было проведено первое войсковое учение корпуса с привлечением авиации на тему: «Ввод мехкорпуса в прорыв».
9 августа корпус закончил своё формирование.
В середине августа проведено второе войсковое учение, в котором участвовала 10 тд, на тему: «Действие механизированного корпуса в глубине оперативной обороны противника». Части изучали вопросы темпов движения, обход и захват опорных пунктов, проведение встречных боёв с резервами противника и прорыв его тыловых оборонительных рубежей.
К 25 августа корпус на вооружение получил 797 танков.
26-28 сентября во время проверки годовой проверки боевой подготовки состоялось итоговое учение 6-й армии на тему: «Наступление армии и ввод механизированного корпуса в прорыв», на котором присутствовали руководители РККА: Народный комиссар обороны СССР Маршал Советского Союза С. К. Тимошенко, Заместитель народного комиссара обороны СССР К. А. Мерецков, командующий войсками КОВО генерал армии Г. К. Жуков и другие.
1 октября корпус имел уже 856 танков.
Дислокация 4 мк:
- Управление корпуса в г. Львов
- 8-я танковая дивизия в пригороде г. Львова
- 10-я танковая дивизия в пригороде г. Львова
- 81-я мотодивизия в районе г. Янов

### 1941 год
20 февраля 10 тд была передана в состав нового формируемого 15-го механизированного корпуса КОВО.
22 июня в 5.45 штаб дивизии получил извещение о вероломном нападении германских фашистов на Советскую Родину, дивизия приступила к отмобилизованию.
Ко времени получения боевого приказа дивизия по наличию личного состава была полностью готова для выполнения боевой задачи. 15 мк и соответственно 10 тд вошла в состав 6-й армии Юго-Западного фронта.
С 22 по 29 июня дивизия вела беспрерывные бои наступательного и оборонительного характера в районе м. Холоюв, Радзехув (Радехов),  Лопатин. В 21.00 22 июня передовой отряд дивизии в составе 3 тб 20 тп и 2 тб 10 мсп столкнулся с передовыми частями противника, а затем и с его главными силами. Выполняя задачу по овладению и удержанию Радзехув, отряд принял неравный бой с силами, примерно в четыре раза превосходящими его силы, действуя с большой активностью и нанеся большой урон противнику. 25, 26 и 28 июня были предприняты атаки сильно укреплённых противотанковых районов в направлениях: м. Холоюв, Радзехув, Лопатин. [откуда у противника на чужой и только что захваченной территории «сильно укреплённый противотанковый район»?!]
В остальные дни на этом этапе дивизия обороняла рубеж Топорув (Топоров), м. Холоюв, часто переходя в контратаки (особенно в районе м. Холоюв), и не допустила прорыва противника в направлении Буск, Красное, Золочев и не дала тем самым противнику возможности окружить львовскую группировку 6-й армии КОВО.
29 июня командир дивизии получил задачу дивизии выйти в резерв ЮЗФ в районе м. Бялы Камень.
30 июня советские войска оставили Львов.
С 30 июня по 3 июля дивизия вела арьергардные бои с противником, преследовавшим отходящие части 15-го мехкорпуса и 6-й армии. Выйти в резерв фронта в районе м. Бялы Камень обстановка не позволила, а заставила командование дивизии взять на себя прикрытие отходящих частей от преследующих частей противника методом подвижной обороны, ликвидируя угрозу окружения отходящих частей и захвата у них тылов. Дивизия последовательно вела оборонительные бои в районах: м. Бялы Камень, Почапы; Зофьювка, Калинка; Ступки (12 км восточнее Тернополя) и западнее Подволочиска. Только в районе м. Волочиск дивизия вышла в тыл передовых частей Юго-Западного фронта и была направлена в резерв на доукомплектование.
С 8 по 15 июля дивизия вела бои за г. Бердичев силами Сводного отряда дивизии, сформированного из оставшегося личного состава боевых подразделений частей дивизии. Наступательные и оборонительные бои отряда в этот период проходили при явном преимуществе в силах у противника, и только упорство в обороне в районе Хажин, Жежелев позволяли сдерживать противника, а при переходе в наступление захватить Сводным отрядом южную окраину Бердичева.
С 15 июля по 1 августа дивизия находится во фронтовом резерве в ожидании доукомплектования с районе Пирятина.
В сентябре 1941 года обращена на формирование 131-й и 133-й танковых бригад.
В дальнейшем 133-я танковая бригада → 11-я гвардейская танковая Корсунско-Берлинская Краснознамённая орденов Суворова, Кутузова и Богдана Хмельницкого бригада

## В составе
- 3.06.1940 - 20.02.1941: 4-й механизированный корпус, 6-я армия, Киевский Особый военный округ
- 20.02.1941 — 22.06.1941: 15-й механизированный корпус, 6-я армия, Киевский Особый военный округ
- 22.06- … 1941: 15-й механизированный корпус, 6-я армия, Юго-Западный фронт

## Командование
- Командир дивизии генерал-майор Огурцов, Сергей Яковлевич, (4 июня 1940 — 23 июля 1941), назначен командиром 49 ск.
- Заместитель командира дивизии по политической части полковой комиссар Грезнев, Николай Феофилович.
- Заместитель командира дивизии по строевой части майор, подполковник Сухоручкин, Фёдор Васильевич
- Начальник штаба дивизии подполковник Породенко, Владимир Сергеевич.

## Другие командиры
- Начальник оперативного отделения штаба майор Михаил Андреевич Семенюк
- Начальник отделения связи штаба майор Николай Семёнович Бондаренко
- Начальник строевого отделения штаба капитан Лев Лукьянович Юзефович
- Начальник отделения тыла штаба капитан Алексей Сергеевич Мухин
- Начальник артиллерии дивизии полковник Лосев
- Начальник штаба артиллерии майор Пётр Васильевич Стеценко
- Начальник инженерной службы дивизии капитан Александр Иванович Савельев
- Начальник химической службы дивизии майор Анатолий Владимирович Малков

Начальники снабжения дивизии
- майор Василий Иванович Балакин
- майор Опарин, Виктор Андреевич (4.6.1941 — август 1941) тяжело ранен.
- Заместитель начальника отдела политпропаганды дивизии полковой комиссар Израиль Аронович Погребижский.
- Командир 19 тп подполковник Василий Алексеевич Пролеев.
- Начальник штаба 19 тп майор, подполковник Виктор Васильевич Коротков (с 19.07.40, на 12.40 г. уже НО-1 8-й танковой дивизии), майор Анатолий Саввич Стерпул.
- Командир 1 танковый батальон 19 тп капитан Захар Карпович Слюсаренко
- Командир 2 танковый батальон 19 тп капитан Викторов
- Командир 20 тп полковник Иван Владимирович Терлянский.
- Заместитель командира 20 тп по политической части батальонный комиссар Иван Матвеевич Дагилис.
- Начальник штаба 20 тп майор Вячеслав Геронимович Бибик (19.07.40-11.40) (из 5 лтбр), майор Иван Филиппович Говор (пропал без вести 25.06.41 г.).
- Командир 10 мсп полковник Владимир Александрович Пшеницын.
- Заместитель командира 10 мсп по политической части батальонный комиссар Тихонов.
- Командир автотранспортного батальона 10 мсп майор, подполковник Ази Агадович Асланов.
- Командир 10 гап майор Михаил Иванович Скорняков, майор Боковнев (пропал без вести 28.06.41 г.)
- Помощник командира 10 гап по снабжению капитан Прокофий Васильевич Книжник
- Начальник штаба 10 гап капитан Матвей Иванович Давидюк
- Командир 10-го разведывательного батальона дивизии старший лейтенант Самуил Моисеевич Топоровский
- Командир 10-го автотранспортного батальона дивизии капитан Фёдор Иванович Быстрик
- Командир 10-го отдельного батальона связи дивизии капитан Даниил Павлович Сиротенко
- Командир 10-го понтонно-мостового батальона дивизии капитан Афанасий Петрович Яблоков

## Состав
На июль 1940:
- управление дивизии
- 19-й танковый полк, начальник штаба (июль—август 1940) майор Коротков, Виктор Васильевич
- 20-й танковый полк, начальник штаба (11.11.1940—12.6.1941) майор Коротков, Виктор Васильевич
- 10-й мотострелковый полк
- 10-й гаубичный артиллерийский полк

Дивизионные части:
- 10-й разведывательный батальон
- 10-й автотранспортный батальон
- 10-й понтонно-мостовой батальон
- 10-й отдельный батальон связи
- 10-й отдельный зенитно-артиллерийский дивизион
- 10-й медико-санитарный батальон
- 10-й ремонтно-восстановительный батальон
- 10-я рота регулирования
- 10-й полевой хлебозавод
- 302-я полевая почтовая станция
- 301-я полевая касса Госбанка